# イギリス戦車の一覧
イギリス戦車の一覧（イギリスせんしゃのいちらん、List_of_tanks_of_the_United_Kingdom）では、設計名とサービス名の相互参照を可能にするためイギリス戦車のリストを掲示する。
以下は、第二次世界大戦の終わりまでに、文字「A」で始まる指定を受けたイギリス戦車のリストである。これらは、メーカーが参謀本部に提出した民間のベンチャー設計とは対照的に、発行された仕様を満たすために参謀本部によって要求された戦車である。

## 一覧
| 参謀本部制式番号                                          | 運用時の名称 |
| --------------------------------------------------------- | --- |
| A1                                                        | A1E1: ヴィッカース インディペンデント重戦車 |
| A2                                                        | A2E1 および A2E2: ヴィッカース中戦車 Mk.I および Mk.I CS |
| A3                                                        | A3E1: ROF（王立造兵廠） 機関銃運搬車 No.1。3人乗り多砲塔（双砲塔）豆戦車                                                                                               |
| A4                                                        | ヴィッカース カーデン・ロイド軽戦車のMk.IVまで および ヴィッカース カーデン・ロイド水陸両用軽戦車                                                                      |
| A5                                                        | ヴィッカース カーデン・ロイド軽戦車 Mk.V および Mk.VI |
| A6                                                        | A6E1 および A6E2 および A6E3: A6中戦車 "16 Tonners" 。3輌のみ試作。その改良型はヴィッカース中戦車 Mk.III（参謀本部制式番号無し） E1 および E2 および E3。3輌のみ試作。 |
| A7                                                        | A7E1 および A7E2 および A7E3: A7中戦車。3輌のみ試作。 |
| A8                                                        | A8中戦車。計画中止。 |
| A9                                                        | 巡航戦車 Mk.I |
| A10                                                       | 巡航戦車 Mk.II |
| A11                                                       | 歩兵戦車 Mk.I。マチルダI |
| A12                                                       | 歩兵戦車 Mk.II。マチルダII |
| A13 A13 Mk.II A13 Mk.III                                  | 巡航戦車 Mk.III 巡航戦車 Mk.IV 巡航戦車 Mk.V（カヴェナンター巡航戦車）                                                                                                 |
| A14                                                       | A14E1: 重巡航戦車。試作のみ。 |
| A15                                                       | 巡航戦車 Mk.VI（クルセーダー巡航戦車） |
| A16                                                       | A16E1: 重巡航戦車。試作のみ。 |
| A17                                                       | Mk.VII軽戦車（テトラーク軽戦車） |
| A18                                                       | 計画中止。 |
| A19                                                       | 計画中止。 |
| A20                                                       | A20 歩兵戦車。試作のみ。 |
| A21                                                       | 計画中止。 |
| A22 A22D A22F                                             | 歩兵戦車 Mk.IV（チャーチル歩兵戦車） チャーチル 3インチ ガンキャリア Mk.I チャーチル Mk.VII 歩兵戦車                                                                   |
| A23                                                       | チャーチル歩兵戦車の車体を短くし、装甲を薄くした、重巡航戦車。計画中止。                                                                                               |
| A24                                                       | 巡航戦車 Mk.VII（キャヴァリエ巡航戦車） |
| A25                                                       | 軽戦車 Mk.VIII（ハリー・ホプキンス軽戦車） |
| A26                                                       | 計画中止。 |
| A27L                                                      | 巡航戦車 Mk.VIII（セントー巡航戦車） |
| A27M                                                      | 巡航戦車 Mk.VIII（クロムウェル巡航戦車） |
| A28                                                       | クロムウェル巡航戦車の歩兵戦車型。計画中止。 |
| A29                                                       | クランという名称の17ポンド砲装備の突撃戦車。計画中止。 |
| A30                                                       | 巡航戦車 Mk.VIII（チャレンジャー巡航戦車） および アヴェンジャー対戦車自走砲                                                                                           |
| A31                                                       | クロムウェル巡航戦車の重装甲型。計画中止。 |
| A32                                                       | クロムウェル巡航戦車のチャーチル歩兵戦車に近似した重装甲型。計画中止。                                                                                                 |
| A33                                                       | エクセルシアー重突撃戦車 |
| A34                                                       | コメットI 巡航戦車 |
| A35                                                       | A34の代替案。車体を延長し、砲塔リングを拡大して、17ポンド砲を搭載。計画中止。                                                                                          |
| A36                                                       | 計画中止。 |
| A37                                                       | 計画中止。 |
| A38                                                       | ヴァリアント歩兵戦車 |
| A39                                                       | トータス重突撃戦車 |
| A40                                                       | A30の重装甲型。計画中止。 |
| A41                                                       | センチュリオンI 巡航戦車 |
| A42                                                       | チャーチル Mk.VII 歩兵戦車 (1945年にA22Fを再指定) |
| A43                                                       | ブラック・プリンス歩兵戦車 |
| A44                                                       | A35の重装甲型。計画中止。 |
| A45                                                       | A45歩兵支援戦車。後に、FV201汎用戦車となる。 |
| A46                                                       | 軽戦車 |
| 参謀本部制式番号は、A45/A46以降は、FVシリーズに移行する。 | |